# Chess Vintage Series

Логотип серії на лейблі

«Chess Vintage Series» — серія музичних альбомів, випущених американським лейблом Chess Records з 1969 по 1975 роки. Кожний випуск являв собою збірку пісень одного з найвідоміших блюзових музикантів лейблу Chess. Укладачем та продюсером серії був Т. Т. Свон.

## Історія серії
Серія була започаткована лейблом Chess Records наприкінці 1960-х і на відміну від серії «The Real Folk Blues», яка випускалась на Chess з 1965 по 1967 роки, її метою був випуск маловідомого або раніше невиданого матеріалу окремих виконавців лейблу.
Укладачем, редактором та продюсером серії став Т. Т. Свон. У 1969 році була випущена перша збірка серії, якої став альбом Літтл Волтера під назвою Hate to See You Go. Збірка Sail On (LP-1539) Мадді Вотерса була перевиданням The Best of Muddy Waters (Chess LP-1427), а Evil Хауліна Вульфа перевиданням Moanin' in the Moonlight (Chess LP-1434). Усього у 1969 році було випущено 6 томів у серії LP-1500 (1535—1540). У 1970 році серію було продовжено ще на 5 томів (LP-407—411). З 1974 по 1975 було випущено ще 3 томи (CHV-416—418).
Дизайнером більшості обкладинок альбомів була Кеті Свон, на яких зображувався портрет музиканта у чорно-білому кольорах. Тексти до деяких платівок були написані відомим істориком блюзу та журналістом Пітом Велдінгом.

## Випуски
| №       | Виконавець             | Назва                           | Дата |
| ------- | ---------------------- | ------------------------------- | ---- |
| LP-1535 | Літтл Волтер           | Hate to See You Go              | 1969 |
| LP-1536 | Сонні Бой Вільямсон    | Bummer Road                     | 1969 |
| LP-1537 | Елмор Джеймс/Джон Брім | Whose Muddy Shoes               | 1969 |
| LP-1538 | Альберт Кінг/Отіс Раш  | Door to Door                    | 1969 |
| LP-1539 | Мадді Вотерс           | Sail On                         | 1969 |
| LP-1540 | Хаулін Вульф           | Evil                            | 1969 |
| LP-407  | Джиммі Роджерс         | Chicago Bound                   | 1970 |
| LP-408  | Лоуелл Фулсон          | Hung Down Head                  | 1970 |
| LP-409  | Бадді Гай              | I Was Walking Through the Woods | 1970 |
| LP-410  | Дж. Б. Ленор           | Natural Man                     | 1970 |
| LP-411  | Різні артисти          | Drop Down Mama                  | 1970 |
| CHV-416 | Літтл Волтер           | Confessin' the Blues            | 1974 |
| CHV-417 | Сонні Бой Вільямсон    | One Way Out                     | 1975 |
| CHV-418 | Хаулін Вульф           | Change My Way                   | 1975 |

## Визнання
1971 року на 13-й церемонії нагородження премії «Греммі» збірка Мадді Вотерса Sail On (1969) був номінований в категорії «Найкращий запис етнічної музики або традиційного фолку (включаючи традиційний блюз)». 1993 року збірка Джиммі Роджерса Chicago Bound (1970) була включена до Зали слави блюзу.